# Sesta Godano
Sesta Godano är en ort och kommun i provinsen La Spezia i regionen Ligurien i Italien. Kommunen hade 1 355 invånare (2018).